# George Santayana
George Santayana, pseudônimo de Jorge Agustín Nicolás Ruiz de Santayana y Borrás (Madri, 16 de dezembro de 1863 — Roma, 26 de setembro de 1952), foi um filósofo, poeta, humanista. Nascido na Espanha, foi criado e educado nos Estados Unidos, porém sempre também manteve seu passaporte espanhol. Santayana, que se identificava como norte-americano, escreveu sua obra em inglês e é geralmente considerado parte da intelectualidade daquele país. Aos quarenta e oito anos de idade, deixou seu posto em Harvard e retornou à Europa permanentemente.

## Biografia
George Santayana nasceu em Madrid em 16 de dezembro de 1863 de pais espanhóis. Nunca abandonou sua cidadania espanhola e, embora escrevesse em inglês, não começou a aprender a língua até ser levado para se juntar a sua mãe em Boston em 1872. Residiu na Nova Inglaterra durante a maior parte do tempo nos 40 anos seguintes. Passou pela Escola de Latim de Boston e Colégio Harvard, graduando-se summa cum laude em 1886. Então passou dois anos estudando filosofia na Universidade de Berlim antes de retornar a Harvard para completar sua tese de doutorado sob o pragmático William James. Se juntou à faculdade de filosofia em 1889, formando com James e o idealista Josiah Royce um triunvirato de filósofos. Mas, seu apego à Europa era forte. Passava os verões na Espanha com o pai, visitava a Inglaterra e passava as férias sabáticas no exterior: na Universidade de Cambrígia, Itália, Oriente e Sorbona.
Em Harvard, começou a escrever. O Sentido da Beleza (1896) foi uma importante contribuição à estética. O ensaio, que se preocupa com a natureza e os elementos dos sentimentos estéticos, sustenta que julgar que qualquer coisa é bela é "virtualmente estabelecer um ideal" e que entender por que algo é considerado bonito é capaz de distinguir ideais transitórios daqueles que são considerados bonitos, que, brotando de sentimentos mais fundamentais, são "comparativamente permanentes e universais". A afinidade vital entre faculdades estéticas e morais é ilustrada em seu livro Interpretações da Poesia e Religião (1900). A Vida da Razão (1905–1906) foi obra teórica importante, composta por cinco volumes. Concebido em seus dias de estudante após uma leitura da Fenomenologia do Espírito de Georg Wilhelm Friedrich Hegel, foi descrita pelo autor como "suposta biografia do intelecto humano". A vida da razão, para Santayana como para Hegel, não se restringe às atividades puramente intelectuais, pois a razão em todas as suas manifestações é uma união de impulso e ideação. É instinto tornar-se refletivo e iluminado. Tal teoria recebeu ilustração prática numa série de ensaios: Três Poetas Filosóficos: Lucrécio, Dante e Goethe (1910) e Ventos da Doutrina (1913), na qual a poesia de Percy Bysshe Shelley e as filosofias de Henri Bergson e Bertrand Russell são enfaticamente discutidas.
Santayana foi nomeado professor integral de Harvard em 1907. Em 1912, porém, enquanto estava na Europa, sua mãe morreu, e ele enviou sua renúncia de lá. Nunca voltou à América, embora várias ofertas atraentes tenham sido feitas por Harvard numa tentativa de atraí-lo de volta. A renúncia de Santayana surpreendeu seus colegas, pois veio no auge de sua carreira. Todos os seus livros eram admirados e influentes, e parecia haver uma conexão íntima entre eles e seus ensinamentos. Quando a I Guerra Mundial eclodiu, estava em Oxônia e se estabeleceu lá pelo transcurso da guerra. Embora gostasse da amizade de várias pessoas eminentes, a guerra o entristeceu e levou uma vida isolada. Egotismo na Filosofia Alemã apareceu em 1916, deixando clara sua forte lealdade à causa aliada; também escreveu vários ensaios populares centrados no caráter inglês e no campo. No final da guerra, foi-lhe oferecido uma filiação vitalícia no Colégio Corpo de Cristo (Corpus Christi College), em Oxônia, mas recusou.
Em 1924, se estabeleceu permanentemente em Roma. Três novos livros consolidaram sua reputação como crítico humanista e homem de letras, e esse lado foi trazido à perfeita expressão em um romance, O Último Puritano (1935). A maior parte de suas energias nos anos entre guerras, no entanto, ocupou em filosofia especulativa. Ceticismo e Fé Animal (1923) marca importante ponto de partida de sua filosofia anterior e serve como "introdução crítica" e currículo de seu novo sistema desenvolvido no Reinos do Ser em quatro volumes (1928, 1930, 1937, 1940), um ontológico (natureza do ser) tratado de grande concentração e finalização. Nestes trabalhos posteriores, reforçou sua estatura como filósofo, obtendo maior precisão, profundidade e coerência teóricas. "O reino da essência", no sistema de Santayana, é o conhecimento certo e indubitável da mente. Essências são universais que têm ser ou realidade, mas não existem. Incluem cores, sabores e odores, bem como os objetos ideais de pensamento e imaginação. "O reino da matéria" é o mundo dos objetos naturais; a crença nela reside - como toda crença sobre a existência - na fé animal. O naturalismo, o tema dominante de toda a sua filosofia, aparece em sua insistência de que a matéria é anterior aos outros reinos.
Tal filosofia permitiu a Santayana aceitar imperturbavelmente outro início de guerra. Tomou quartos numa casa de repouso católica e começou uma autobiografia de três volumes, Pessoas e Lugares (1944, 1945, 1953). Quando Roma foi libertada em 1944, o autor de 80 anos viu-se visitado por uma "avalanche" de admiradores americanos. A essa altura estava imerso em Dominações e Poderes (1951), uma análise do homem na sociedade; e depois, quase surdo e meio cego, se entregou à tradução do poema de amor de Lourenço de Medici, Ambra, durante o qual ele foi surpreendido por sua última doença. Morreu em setembro de 1952, poucos meses antes de seu 89º aniversário, e foi enterrado, como desejava, no cemitério católico de Campo di Verano de Roma, em um terreno reservado a cidadãos espanhóis.

### Trabalhos póstumas editados / selecionados
- 1955. The Letters of George Santayana. Daniel Cory, ed. Charles Scribner's Sons. New York. (296 letters)
- 1956. Essays in Literary Criticism of George Santayana. Irving Singer, ed.
- 1957. The Idler and His Works, and Other Essays. Daniel Cory, ed.
- 1967. The Genteel Tradition: Nine Essays by George Santayana. Douglas L. Wilson, ed.
- 1967. George Santayana's America: Essays on Literature and Culture. James Ballowe, ed.
- 1967. Animal Faith and Spiritual Life: Previously Unpublished and Uncollected Writings by George Santayana With Critical Essays on His Thought. John Lachs, ed.
- 1968. Santayana on America: Essays, Notes, and Letters on American Life, Literature, and Philosophy. Richard Colton Lyon, ed.
- 1968. Selected Critical Writings of George Santayana, 2 vols. Norman Henfrey, ed.
- 1969. Physical Order and Moral Liberty: Previously Unpublished Essays of George Santayana. John and Shirley Lachs, eds.
- 1979. The Complete Poems of George Santayana: A Critical Edition. Edited,  Com uma introdução de W. G. Holzberger. Bucknell University Press.
- 1995. The Birth of Reason and Other Essays. Daniel Cory, ed.,  Com uma introdução de Herman J. Saatkamp, Jr. Columbia Univ. Press.
- 2009. The Essential Santayana. Escritos selecionados editados pela edição Santayana, compilados e com uma introdução de Martin A. Coleman. Bloomington: Indiana University Press.
- 2009. The Genteel Tradition in American Philosophy and Character and Opinion in the United States (Rethinking the Western Tradition), editado e com uma introdução por James Seaton e contribuições de Wilfred M. McClay, John Lachs, Roger Kimball e James Seaton Yale University Press.

### As Obras de George Santayana
As Obras são editadas pela Santayana Edition e publicadas pela The MIT Press.
- 1986. Persons and Places. Autobiografia de Santayana, incorporando Persons and Places, 1944; The Middle Span, 1945; and My Host the World, 1953.
- 1988 (1896). The Sense of Beauty: Being the Outline of Aesthetic Theory.
- 1990 (1900). Interpretations of Poetry and Religion.
- 1994 (1935). The Last Puritan: A Memoir in the Form of a Novel.
- The Letters of George Santayana. Contendo mais de 3 000 de suas cartas, muitas descobertas postumamente, para mais de 350 destinatários.
  - 2001. Book One, 1868–1909.
  - 2001. Book Two, 1910–1920.
  - 2002. Book Three, 1921–1927.
  - 2003. Book Four, 1928–1932.
  - 2003. Book Five, 1933–1936.
  - 2004. Book Six, 1937–1940.
  - 2006. Book Seven, 1941–1947.
  - 2008. Book Eight, 1948–1952.
- 2011. George Santayana's Marginalia: A Critical Selection, Livros 1 e 2. Compilado por John O. McCormick e editado por Kristine W. Frost.
- The Life of Reason in five books.
  - 2011 (1905). Reason in Common Sense.
  - 2013 (1905). Reason in Society.
  - 2014 (1905). Reason in Religion.
- 2019 (1910). Three Philosophical Poets: Lucretius, Dante, and Goethe, Critical Edition, Editado por Kellie Dawson e David E. Spiech, com uma introdução de James Seaton